# Pawężnica brodawkowata
 Pawężnica brodawkowata  (Peltigera aphthosa (L.) Willd.) – gatunek grzybów z rodziny pawężnicowatych (Peltigeraceae). Ze względu na współżycie z glonami zaliczany jest do porostów (stanowiących grupę ekologiczną, a nie takson klasyfikacji biologicznej).

## Systematyka i nazewnictwo
Nazwa polska według Krytycznej listy porostów i grzybów naporostowych Polski. Niektóre synonimy naukowe:

- Chloropeltigera aphthosa (L.) Gyeln. 1934
- Chloropeltis aphthosa (L.) Clem. 1909
- Lichen aphthosus L. 1753
- Peltidea aphthosa (L.) Ach. 1803

## Morfologia
Plecha listkowata, bardzo duża, złożona z wielu odcinków dochodzących do szerokości 6 cm. Powierzchnia górna gładka. Postać wilgotna jest koloru jasnozielonego, postać sucha koloru szarego, płowego lub brązowego. W warstwie glonowej są zielenice, na górnej powierzchni czarne brodawkowate zgrubienia (cefalodia) z kolonijnymi sinicami z rodzaju Nostoc. Dolna strona pilśniowata, lub z wyraźnymi żyłkami. Owocniki na końcach wydłużonych odcinków mają postać miseczek (apotecjum), koloru kasztanowobrązowego

## Występowanie i siedlisko
Występuje na całej półkuli północnej. Północna granica jej zasięgu sięga po północne wybrzeża Grenlandii i wyspy Svalbard. W Polsce jest bardzo rzadki, występuje w rozproszeniu w Sudetach, Górach Świętokrzyskich i Karpatach. Na niżu rzadki lub wymarły. Znajduje się na Czerwonej liście roślin i grzybów Polski. Ma status CR – gatunek krytycznie zagrożony wymarciem. W Polsce podlega ścisłej ochronie gatunkowej.
Rośnie na glinie, próchnicy i martwych szczątkach roślin, na mszakach.